# Mollerupstenen
Mollerupstenen er en mindesten for modstandsmanden P.V.T. Ahnfeldt-Mollerup opstillet på Høje Sandbjerg; et af de højeste steder i Rudersdal Kommune.
Mindestenen blev indviet af generalløjtnant Ebbe Gørtz den 10. juni 1945 på Akademisk Skytteforenings arealer i Sandbjerglejren som en af de første, der blev rejst i Danmark for faldne modstandsmænd.
På stenen står inskriptionen
"Kaptajn · Ahnfeldt-Mollerup · 26-7-1907 - 21-3-1945 · Vi vil ej savnes paa den Dag -"
og på toppen af stenen er anbragt en udførelse af en hjelm fra modstandsbevægelsen støbt i malm.
Stenen stod oprindelig lidt længere mod vest, men blev i marts 2008 flyttet til sin nuværende placering på foranledning af Ahnfeldt-Mollerups søn; generalmajor Claus Christian Ahnfeldt-Mollerup.
55°50′32″N 12°29′45″Ø / 55.84216°N 12.49583°Ø